# Montemayor
Montemayor è un comune spagnolo di 3 811 abitanti situato nella comunità autonoma dell'Andalusia.